# Tom Malutedi
Tom-Sengua Malutedi (* 10. Dezember 1996 in Duisburg) ist ein deutscher Para-Leichtathlet.

## Leben
Malutedi lebt in Oberhausen und ist kongolesischer Herkunft. Er wurde mit zwei verschieden langen Beinen geboren: Das linke ist 7,5 Zentimeter kürzer als das rechte. Er war von Kind an sportbegeistert; zunächst spielte er Fußball und hatte ein Angebot von Rot-Weiß Oberhausen; aus Furcht vor einem Beinbruch hörte er jedoch mit dem Fußball auf. Anschließend wandte er sich dem Boxen zu, um seinem Vorbild, Europameister Abass Baraou, nachzueifern. Malutedi boxte für den Verein Ringfrei Oberhausen, später für den BT Hanse Wismar in der Bundesliga. Nach einem Zusammenbruch im Ring gab er das Boxen auf Anraten der Ärzte auf und wandte sich der Leichtathletik zu.
Im Mai 2017 begann er mit intensivem Leichtathletiktraining. Im Juli wurde er nach dem verletzungsbedingten Ausfall von Felix Streng für die 4-mal-100-Meter-Staffel bei den Leichtathletik-Weltmeisterschaften der Behinderten in London nachnominiert. Die Mannschaft errang die Goldmedaille, nachdem die US-amerikanische Mannschaft disqualifiziert worden war. Er startet auch im Speerwurf und im Hochsprung und stellte in beiden Disziplinen deutsche Rekorde auf. Trainiert wird er von Steffi Nerius.
Malutedi wurde gemeinsam mit Johannes Floors, Markus Rehm und Léon Schäfer als Behindertensportler-Mannschaft des Jahres 2017 ausgezeichnet.
2019 war Tom Malutedi für die Teilnahme an den Leichtathletik-Weltmeisterschaften in Dubai qualifiziert, konnte aber aus gesundheitlichen Gründen nicht starten.